# Andora na Letnich Igrzyskach Olimpijskich 1980
Andorę na Letnich Igrzyskach Olimpijskich 1980 reprezentowało dwóch zawodników. Flaga olimpijska używana przez reprezentację była wynikiem bojkotu igrzysk.

## Reprezentanci

### Strzelectwo
mężczyźni
- trap mieszany: Joan Tomas – 26. miejsce
- trap mieszany: Francesco Gaset – 24. miejsce